# Markusevangeliet

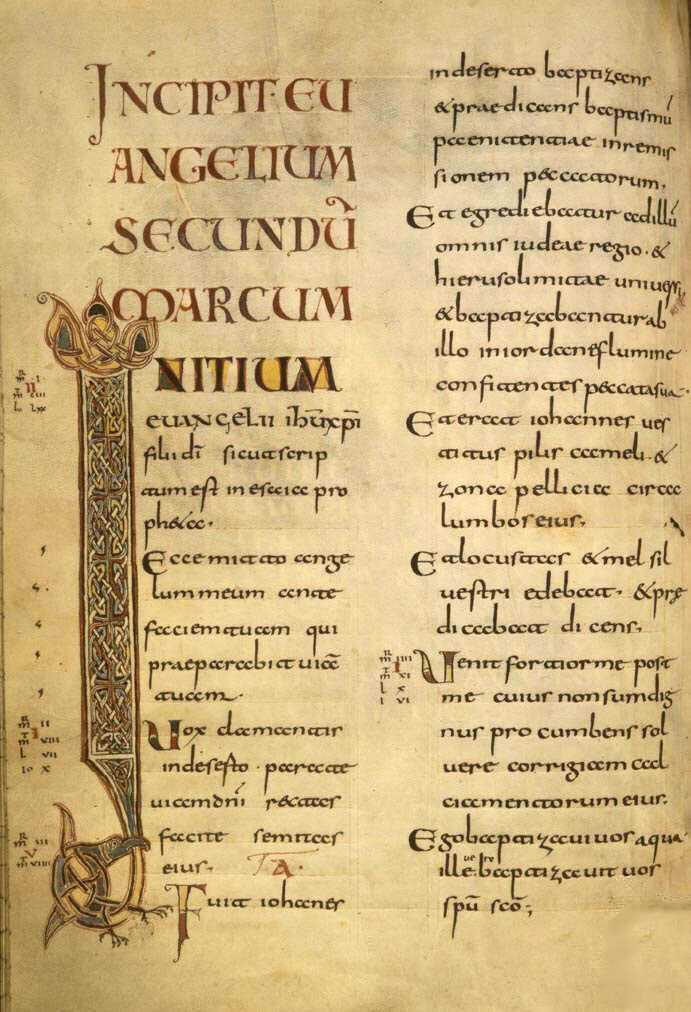
Inledningen till Markusevangeliet i handskriften MS Add. 47673 från ca 816–825.

Markusevangeliet är ett av de fyra evangelier som ingår i Nya testamentet med dess 27 kanoniska böcker. Enligt den kristna traditionen författades boken av den Markus som var lärjunge till Petrus, och senare medarbetare till Paulus. Trots att boken traditionellt placeras som det andra evangeliet i ordningen i Nya testamentet, är den etablerade uppfattningen i dag bland forskare att det är det äldsta av evangelierna, skrivet någon gång efter år 64 och före år 80, ofta förlagt till tiden strax efter Jerusalems förstörelse år 70. Det finns heller ingen evidens för att det är skrivet av just Markus, utan författaren anses okänd.
Markusevangeliet skildrar Jesu verksamhet från dess början vid tiden för Johannes döparens verksamhet fram till dess slut med passionshistorien och uppståndelsen. Jesu verksamhet framställs i evangeliet som om den varade under ett år.
Evangeliet är författat på grekiska. Språket är enkelt och har spår av vulgarismer (vardagsuttryck), latinismer och semitismer. Markusevangeliet är ibland mer detaljerad än till exempel Matteusevangeliet och beskriver ofta personers känslor.
I centrum för Markus teologi står Jesus som Messias, Guds son, Herrens lidande tjänare omtalad i Jesaja och Människosonen, en fördold frälsargestalt. Markus vänder sig till hednakristna, vilket framgår av att judiska bruk och seder förklaras och hebreiska uttryck översätts.
Effata (arameiska ’Öppna dig!’) sades av Jesus i Markusevangeliet (7:31–37) när han botade en döv man.

## Författare
Den etablerade bibelforskningen kan inte ange någon specifik författare.
Papias, vars synpunkter vi inte känner från hans egna skrifter utan via Eusebios av Caesarea, säger (omkring år 130) om Markus att han var Petrus tolk, samt att Markus inte skrev ned berättelserna i rätt ordning, eftersom han aldrig träffat Jesus.
Denne Markus nämns i andra av Nya Testamentets skrifter. Det framgår bland annat att han var kusin till Barnabas, och att hans mor Maria hade ett hus i Jerusalem. Han följde Paulus till Cypern och Perge, men återvände till Jerusalem vilket upprörde Paulus mycket, men det verkar ändå som han och Paulus arbetat tillsammans även vid senare tillfällen.

## Datering
Enligt biskop Irenaeus av Lyon är evangeliet skrivet efter att Petrus avrättades, vilket anses ha skett år 64 under kejsar Neros förföljelse av kristna. Då det av Markusevangeliet inte tydligt framgår att författaren känt till Jerusalems förstörelse år 70 brukar evangeliet ofta anses ha tillkommit före detta år, medan andra menar att Jesu förutsägelse av templets förstörelse i Mark 13:1–2 visar att templet redan hade ödelagts när evangeliet skrevs och att detta därför skrivits efter år 70. De allra flesta bibelforskare är överens om detta. Att det skrivits efter år 75 anses osannolikt eftersom Matteusevangeliet och/eller Lukasevangeliet anses ha skrivits omkring år 80, och dessa har använt Markus som källa enligt tvåkällshypotesen. Ändå finns det åtskilliga forskare som vill datera det antingen tidigare eller senare. Emellertid är det sannolikt att vissa passager i Markus är av tidigare datum.

### Det föreslagna Markusfragmentet i Qumran

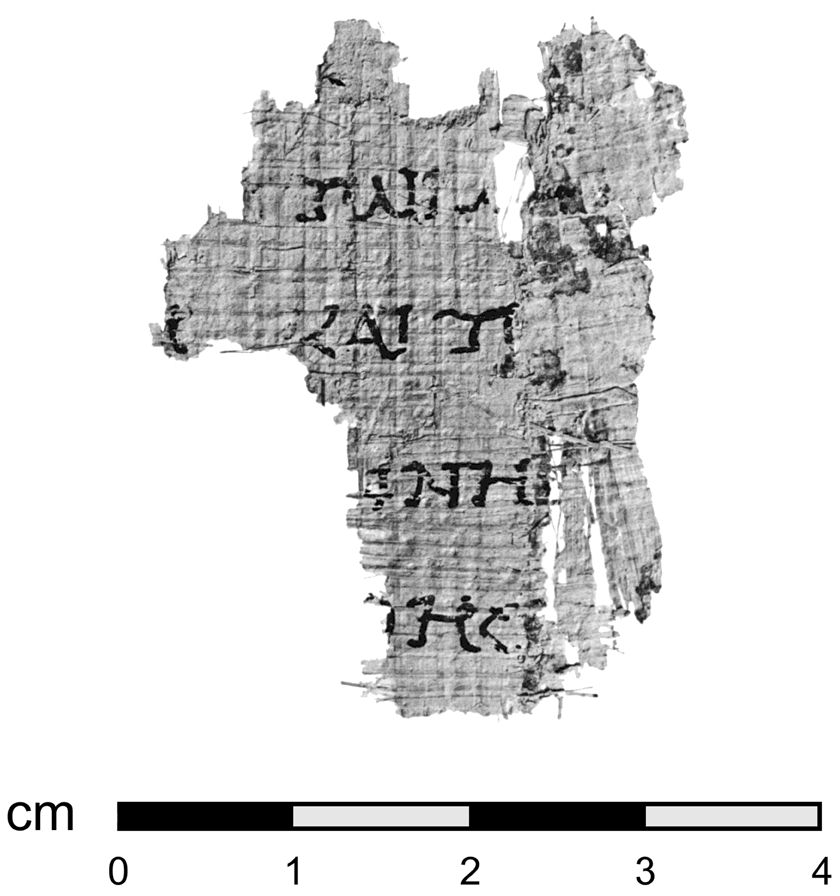
7Q5

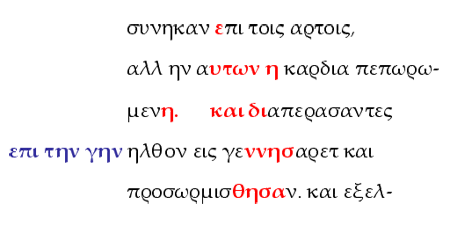
Rekonstruktion av Mark 6:52–53 för att texten ska kunna passa i 7Q5

I grotta 7 i Qumran påträffades ett antal textfragment med grekisk text. Ett av dessa, benämnt 7Q5 (fragment 5 från grotta 7 i Qumran), är ett litet fragment knappt 4 cm högt som bara innehåller 20 bevarade bokstäver. Den spanske papyrologen José O'Callaghan Martínez framkastade 1972 hypotesen att fragmentet innehöll delar av Markusevangeliet 6:52–53, en text där Jesus och lärjungarna, efter att Jesus i det föregående stycket gått på vattnet, far över sjön och går i land i Gennesaret. Senare kom den tyske arkeologen Carsten Peter Thiede att driva och utveckla tesen ytterligare.
Genom bokstävernas utformning har texten daterats till någon gång under perioden 50 f.Kr. till 50 e.Kr. Om detta fragment verkligen skulle stamma från Markusevangeliet skulle det sätta en bortre gräns för dess tillkomst vid år 68, då skrifterna i Qumran senast antas ha gömts undan i grottorna för de romerska trupperna, och mer realistiskt senast på 40-talet.
O'Callaghan och Thiede har dock inte fått något större stöd för denna identifikation och i dag avvisas den närapå samfällt av forskarvärlden. Orsakerna till att man anser att texten inte härrör från Markusevangeliet är flera. De viktigaste räknas upp här inunder.
1. Endast ett fullständigt ord finns bevarat på fragmentet och det är det oerhört vanliga ordet καὶ (grekiska för och).
2. Flera bokstäver är omtvistade och alla måste vara just de som O'Callaghan och Thiede identifierat dem som. Framför allt bokstaven nu (N) i αὐτῶν (med versaler ΑΥΤΩΝ) på rad 2 har påvisats bestå av ett lodrätt streck (iota) följt av ett mellanrum och därefter början på en icke identifierbar bokstav. Den bokstav som O'Callaghan och Thiede identifierade som ett nu liknar inte det nu som förekommer på rad 4.
3. För att 7Q5 ska kunna härröra från Markusevangeliet måste det grekiska ordet διαπεράσαντες (”farit över”) vara felstavat med ett tau (T) i början.
4. Bokstavskombinationen ΝΝΗΣ, alltså nnes som är ovanlig på grekiska förekommer i ordet Gennesaret (ΓΕΝΝΗΣΑΡΕΤ) och detta är ett av skälen till att identifiera denna text som en del av Markusevangeliet. Men bokstavskombinationen förekommer också i ordet egennesen (ΕΓΕΝΝΕΣΕΝ), som betyder ”avlade” eller ”födde”, och därför är vanligt i exempelvis släkttavlor.
5. För att kunna matcha de bevarade bokstäverna mot nämnda text i Markusevangeliet måste raderna vara av en bestämd längd för att orden på nästa rad ska ansluta på rätt position. I detta fall måste man lyfta bort de tre orden επι την γην (på/till land[et]). Man måste då förutsatta en hittills okänd läsart, eftersom dessa ord finns med i alla kända handskrifter.
6. Om man tillåter alternativa bokstäver på de platser som är omtvistade (men ändå accepterar det nu på rad 2 som mest ifrågasätts) går det att finna flera andra paralleller. Daniel B. Wallace fann i en datakörning 16 andra texter som i så fall skulle kunna vara förlagan till 7Q5.[9]

## Markusevangeliets avslutning
Verserna 9–20 i kapitel 16, som handlar om Jesu uppståndelse, saknas i de äldsta och bästa handskrifterna. Språket och stilen i denna del av Markusevangeliet skiljer sig från det språk och den stil som förekommer i övrigt i evangeliet, och verserna utgör en sammanfattning av det som står i de övriga tre bibliska evangelierna och i Apostlagärningarna. Verserna är troligen tillagda under 100-talet. Utan dessa verser blir evangeliets slut abrupt. Det är svårt att avgöra om det en gång har funnits ett annat slut som har gått förlorat eller om meningen var att evangeliet skulle sluta så tvärt.